# Warenwetbesluit attractie- en speeltoestellen
Het Warenwetbesluit attractie- en speeltoestellen (WAS) is een uitvoeringsbesluit krachtens de Nederlandse Warenwet. Het besluit is in 1997 in werking getreden onder de  titel "Besluit veiligheid attractie- en speeltoestellen". In 2003 werd het besluit ondergebracht bij de Warenwet. Een overgangstermijn van 10 jaar is in 2007 afgelopen.
Op 1 juli 2023 werd een herziene versie van deze wet van kracht, het Warenwetbesluit attractie- en speeltoestellen 2023 (WAS2023). Naast het besluit is er ook een ministeriële regeling, die nadere voorwaarden invult, zoals de keuringstermijn voor verschillende typen attractietoestellen. Dit is de Warenwetregeling attractie- en speeltoestellen (voorheen 'Nadere regels Attractie- en Speeltoestellen').
Het besluit regelt de veiligheid van attractie- en speeltoestellen. Deze toestellen moeten regelmatig worden gekeurd. Het toezicht berust bij de Nederlandse Voedsel- en Warenautoriteit.
Met attractietoestellen worden onder meer kermisattracties en attracties in pretparken bedoeld. Bijvoorbeeld draaimolen, zweefmolen, rupsbaan, reuzenrad, schommelschip en achtbaan. Speeltoestellen zijn niet elektrisch aangedreven, maar maken uitsluitend gebruik van menselijke energie en zwaartekracht. Bijvoorbeeld: wip, schommel en veertoestel. Het gaat om speeltoestellen in de openbare ruimte, maar bijvoorbeeld ook bij scholen en kinderdagverblijven. Dezelfde speeltoestellen bij een particulier in de tuin worden beschouwd als speelgoed en vallen niet onder de werking van het besluit. 
De wet bepaalt onder meer:
- Attractie- en speeltoestellen zijn zodanig ontworpen en vervaardigd, hebben zodanige eigenschappen en zijn van zodanige opschriften voorzien, dat zij bij redelijkerwijs te verwachten gebruik geen gevaar opleveren voor de veiligheid of de gezondheid van de mens.
- Bij het ontwerpen en vervaardigen van een attractie- of speeltoestel alsmede bij de opstelling van de gebruiksaanwijzing moet de fabrikant niet alleen uitgaan van een normaal gebruik van het toestel maar tevens van het redelijkerwijze te verwachten gebruik daarvan.
- Degene die een attractie- of speeltoestel voorhanden heeft, zorgt ervoor dat het toestel zodanig is geïnstalleerd, gemonteerd en zodanig is beproefd, geïnspecteerd en onderhouden en zodanig van opschriften is voorzien, dat er bij gebruik geen gevaar voor de gezondheid of veiligheid van personen bestaat.

De toelichting vermeldt hier nog over:
- Met de omschrijving «redelijkerwijs te verwachten gebruik» wordt een gebruik bedoeld dat verder gaat dan «gebruik volgens de gebruiksaanwijzing». Dit betekent dat bij het ontwerp van een toestel rekening moet worden gehouden met het gedrag van het publiek dat in de praktijk kan worden waargenomen, bijvoorbeeld het spelgedrag van kinderen met speeltoestellen. Het publiek baseert zijn gedrag daarbij op de eigen inschattingen van de risico's. De term «redelijkerwijs» is in de omschrijving opgenomen om aan te duiden dat excessief risicovolle gedragingen hier niet onder vallen.